# Kemal Türkler
Kemal Türkler (* 1926 in Denizli; † 22. Juli 1980 in Istanbul) war ein sozialistischer Gewerkschaftsführer in der Türkei. Er war Gründer und erster Präsident des Gewerkschaftsdachverbandes Türkiye Devrimci İşçi Sendikaları Konfederasyonu (DİSK) und auch einer der Gründer der Arbeiterpartei der Türkei (Türkiye İşçi Partisi, TİP). 
Lange Zeit arbeitete Kemal als Metallbauer. Später wurde er zum Präsidenten der Türkiye Maden-Iş. Er hatte eine führende Rolle in der demokratischen Gewerkschaftsbewegung in der Türkei. 
Kemal Türkler wurde am 22. Juli 1980 vor seinem Haus in Merter, Istanbul ermordet.